# Khnach Romeas
Khnach Romeas es una comuna (khum) del distrito de Bavel, en la provincia de Battambang, Camboya. En marzo de 2008 tenía una población estimada de 11 796 habitantes.
Se encuentra ubicada al oeste del país, a poca distancia al este de la frontera con Tailandia y al oeste del lago Sap (Tonlé Sap).